# Lîsîcea, Ciutove
Lîsîcea (în ucraineană Лисича) este un sat în așezarea urbană Ciutove din regiunea Poltava, Ucraina.

## Demografie
Componența lingvistică a localității Lîsîcea
     Ucraineană (97,47%)
     Rusă (1,27%)
     Alte limbi (0,63%)
Conform recensământului din 2001, majoritatea populației localității Lîsîcea era vorbitoare de ucraineană (97,47%), existând în minoritate și vorbitori de rusă (1,27%).